# Hypena edictalis
Hypena edictalis là một loài bướm đêm thuộc họ Erebidae. Nó được tìm thấy ở Quebec và Maine phía nam đến Virginia và Kentucky, phía tây đến the foothills của Alberta và khu vực sông Peace River của British Columbia.
Sải cánh dài 33–37 mm. Con trưởng thành bay từ tháng 6 đến tháng 8 tùy theo địa điểm. There is one generation ở phía bắc và dãy núi at least partial second generation from Ohio phía nam through the Appalachian.
Ấu trùng ăn các loài Laportea.